# South Alberta Regiment
Das South Alberta Regiment (SAR) war ein kanadisches Infanterieregiment, das im Zweiten Weltkrieg diente. Die Einheit wurde 1924 aufgestellt und 1940 mobilisiert als Teil der 4. Kanadischen Infanteriedivision.
Im Februar 1942 wurde die Division reorganisiert zu einer Panzer-Einheit und erhielt Panzer vom Typ Ram, weil es Bedarf für eine zweite Kanadische Panzerdivision gab.
Das SAR kam Mitte Juni, kurz nach dem D-Day (6. Juni 1944), nach Frankreich. Anstelle der Ram-Panzer erhielten sie Stuart- und Sherman-Panzer.
Sie nahmen an der Befreiung von Holland und an der Schlacht an der Scheldemündung teil.
Im Januar 1945 nahmen sie an der Schlacht am Kapelsche Veer teil.
In den letzten Wochen des Krieges drangen sie bis nach Norddeutschland vor.
Der Name ging über auf das 'reserve reconnaissance regiment' "South Alberta Light Horse".